# Камінь

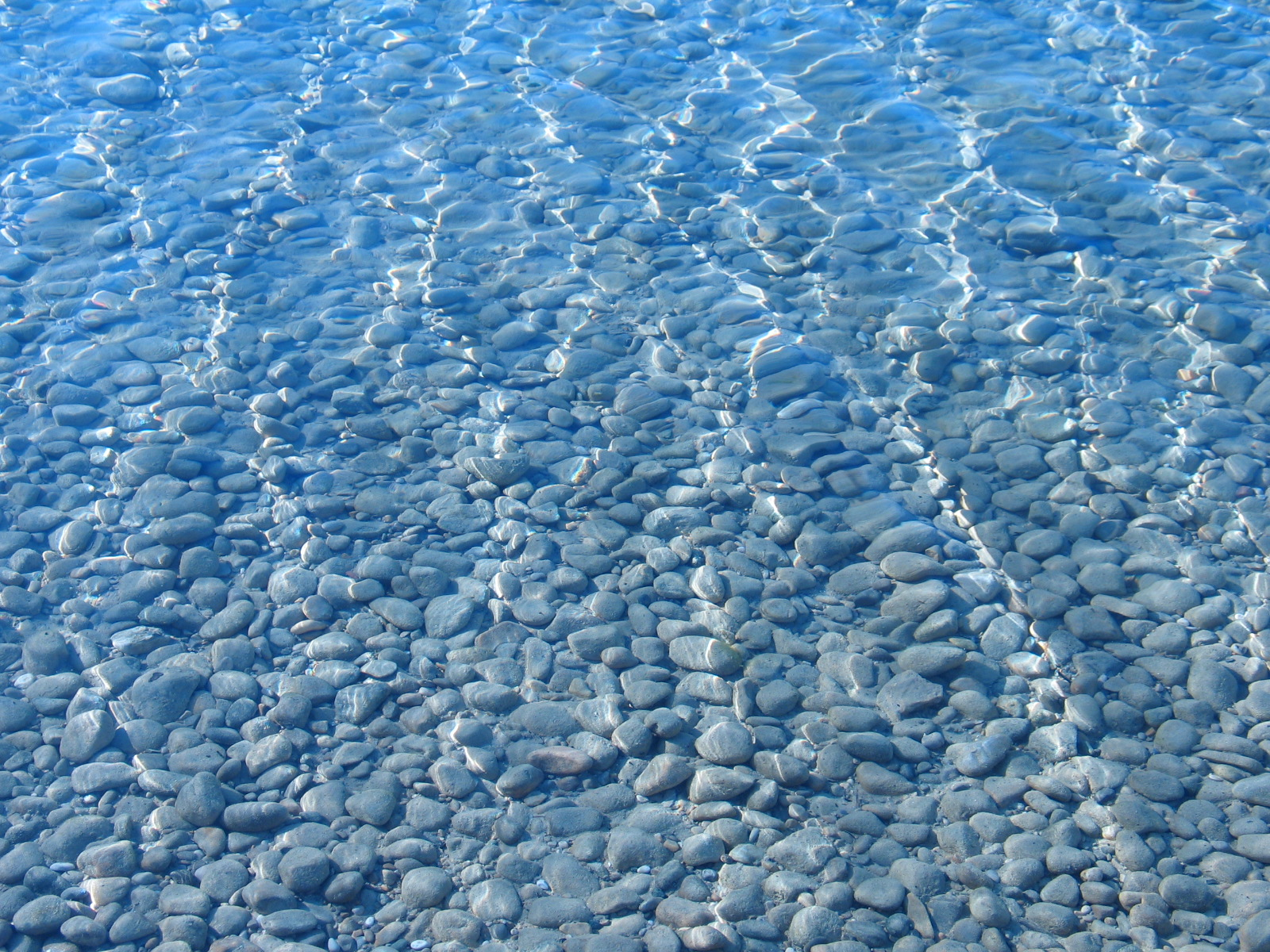
Камені на дні водойми.

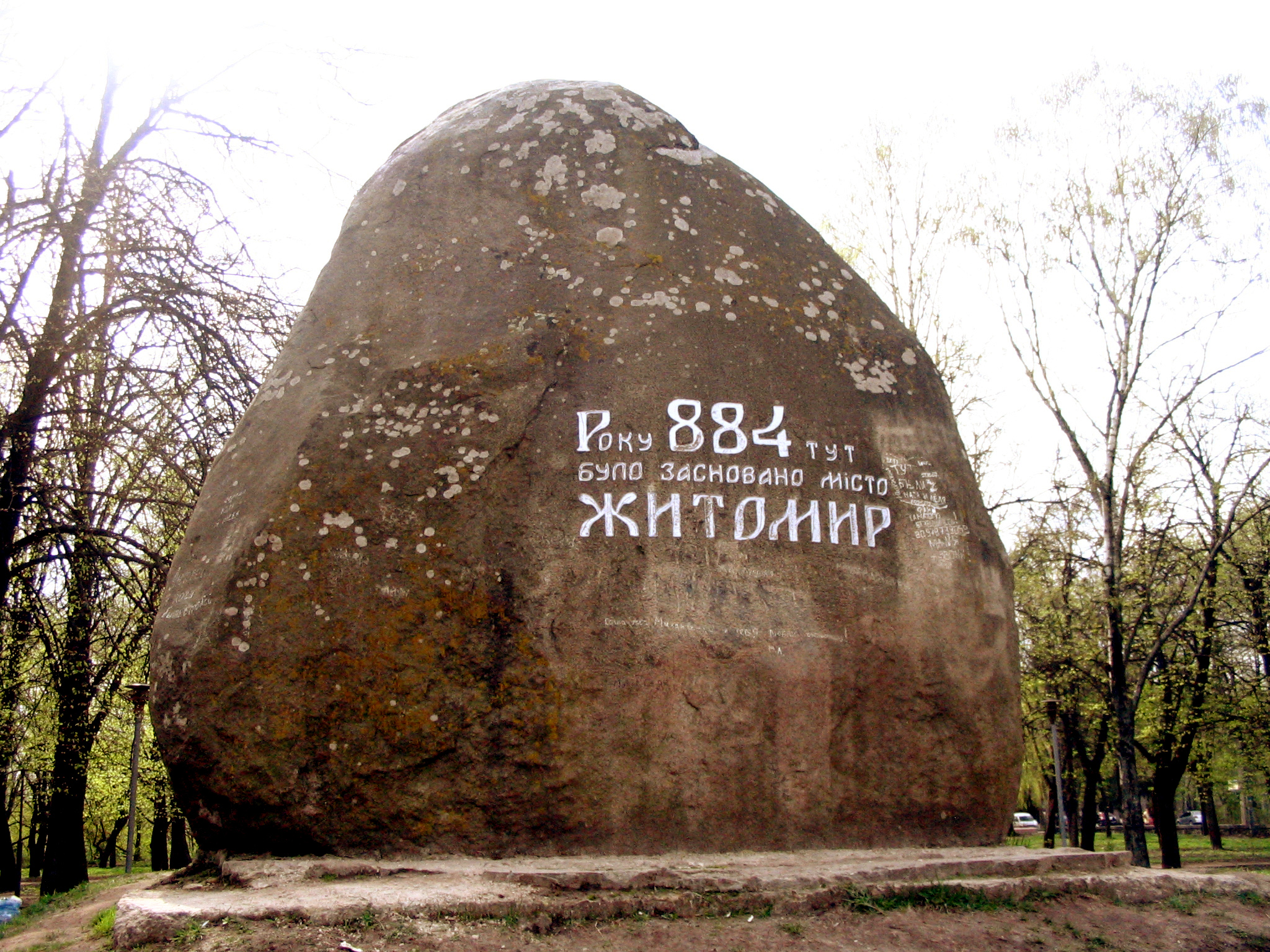
78-тонний камінь-валун

Ка́мінь — тверда гірська порода у вигляді суцільної.
Природні камені складають найважливішу частину мінерально-сировинної бази сучасної будівельної індустрії. Промисловість використовує як будівельний матеріал магматичні, метаморфічні, ефузивні і осадові гірські породи. Значну масу видобутого будівельного каменю використовують для виробництва щебеню, який застосовують як заповнювач бетонів і в дорожньому будівництві, в меншій кількості — для виробництва бутового каменю.

## Фактура поверхні природного каменю
Фактура, тобто особливості побудови поверхні природного каменю залежить від методів його обробки — пиляння, шліфування, полірування тощо. Для каменів розрізняють: колоту фактуру, фактуру природної скелі, розщеплену фактуру (для сланцю), травлену фактуру (виріб з каменю обробляють кислотою, наприклад, азотною), обпалену фактуру, пофарбовану тощо.

## Назва
Залежно від розміру й форми, камінь може мати інші назви:
- Брила чи глиба — великий безформний шматок каменю
- Валун — великий, різною мірою обкатаний уламок гірської породи діаметром від 256 до 1024 мм
- Галька — маленькі обкатані і відшліфовані водою камінці, розміром менші за валуни, але більші за гравій
- Голиш — круглий гладкий камінець
- Гравій — дуже дрібні камінці, обкатані водою
- Крем'ях — гладенький (переважно заокруглений) камінець, який використовують діти для гри
- Ринь, рінь — загальна назва гравію, гальки, крупного піску; берег, покритий рінню, у діалектах знаний як зарінок
- Щебінь, груз — подрібнене каміння, яке використовують для дорожніх та будівельних робіт

Штучний камінь
- Бетон
- Газобетон
- Коріан
- Цегла
- Шлакоблок

## «Камінь» в назві мінералів
Термін «камінь» є складовою частиною других (зайвих) назв ряду мінералів, або сумішей і зростків мінералів, а також торгових, місцевих і національних назв мінералів:
| - К. алебастровий (вапнистий туф); - К. алюмінієвий (алуніт), - К. амазонський (амазоніт), - К. аптекарський (серпентин), - К. Бахуса (аметист), - К. арабський (бірюза), - К. аспараговий (апатит жовтий), - К. білий (воластоніт), - К. болонський (волокнистий барит), - К. бристольський (безбарвний топаз і кварц), - К. бурий (суміш різних оксидів марганцю), - К. бухарський (лазурит), - К. вірменський (корунд або лазурит), - К. вогняний (опал, який частково перейшов у халцедон), - К. водний (халцедон з включенням води), - К. волосистий (гірський кришталь з волосоподібними включеннями), - К. вольфрамовий (шеєліт), - К. вонючий (бітумінозний кварц), - К. восковий (хризотил і палигорськіт), - К. вугільний залізний (суміш вугілля з сидеритом і глиною), - К. галіційський (госларит), - К. галуновий (алуніт), - К. геракліновий (магнетит), - К. гібралтарський (онікс мармуровий), - К. гіркий (сосюрит), - К. гірський (жад), - К. глинистий залізний (гематит і лімоніт з домішкою глини), - К. гнилий (димчастий кварц), - К. голубий залізний (рибекіт), - К. голчастий (популярна назва кварцу з включеннями голчастих кристалів рутилу, актиноліту та ін.), - К. гороховий (арагоніт або кальцит у вигляді агрегатів), - К. горшковий (суміш тальку з хлоритом), - К. грошовий (назва рутилу в США), - К. дерев'яний (відміна халцедону, яка зустрічається в скам'янілих деревах), - К. єврейський (проростання кварцу й польового шпату), - К. жирний (елеоліт), - К. жовтий залізний (лімоніт), | - К. з волоссям Венери (кварц з включенням рутилу), - К. земний (змінений бурштин), - К. кайнгормський (кварц димчастий), - К. канарковий (карнеол зеленого кольору), - К. капський (алмаз капський), - К. картинний (агальматоліт), - К. керійський (безбарвний кварц), - К. кістковий (остеоліт), - К. коричневий (ґросуляр), - К. кременистий (магнезит), - К. кривавий (гематит або геліотроп), - К. кров'яний (гематит або геліотроп), - К. кубічний (борацит), - К. кучерявий (ангідрит подібний до цвітної капусти), - К. лазуровий (лазурит), - К. ластівчин (агат), - К. летючий (мінерал арсену), - К. любові (авантюрин), - К. льодовитий (гірський кришталь), - К. льодяний (кріоліт), - К. магнітний (магнетит), - К. маракаїбський (суміш колофану з монетитом), - К. медовий (меліт), - К. меккський (синій халцедон), - К. мильний (тальк), - К. арсеновий (арсенопірит), - К. мінливий (гідрофан), - К. місячний (альбіт або напівпрозорий гіпс), - К. могильний (бурштин), - К. моккський (халцедон), - К. морський (галька бурштину), - К. моховий (кварц з мохоподібними включеннями), - К. натровий (натроліт), - К. небесний (благородний опал), - К. нирковий (нефрит), - К. новозеландський (коштовний жад з Нової Зеландії), - К. образний (агальматоліт), - К. олівцевий (графіт), - К. олов'яний (каситерит), | - К. орлиний (жеода з глинистого лімоніту з порожниною всередині), - К. перлинний (ґейзерит), - К. печінковий (бітумінозний барит), - К. Пірра (агат з примхливим візерунком, описаний Плінієм), - К. плаваючий (халцедон органічного походження), - К. плавкий (дипір), - К. пляшковий (прозорий темно-зелений обсидіан), - К. подвоюючий (ісландський шпат), - К. полов'яний (шпреуштейн), - К. польовий (польовий шпат), - К. променистий (актиноліт, тремоліт або дюфреніт), - К. простий (пірит), - К. рисячий (кордієрит), - К. роговий (відміна опалу, який частково перейшов у халцедон), - К. серпанковий (обсидіан), - К. скляний (гіаліт або аксиніт) - К. смоляний (вулканічне скло), - К. солом'яний (кафроліт), - К. сонячний (кислий плагіоклаз або калієво-натрієвий польовий шпат), - К. спаржевий (відміна апатиту жовтувато-зеленого кольору з Іспанії), - К. сталевий (сидерит), - К. Стефанів (геліотроп або плямистий агат), - К. таусинний (сапфір або лабрадорит), - К. тигровий (бура яшма), - К. тичкуватий (топаз), - К. тибетський (суміш авантюринового кварцу з кварц-порфіром), - К. тумський (аксиніт), - К. фігурний (агальматоліт), - К. хрестовий (гармотом або ставроліт), - К. цинамоновий (ґросуляр), - К. червоний (родоніт), - К. червоно-бурий (родоніт), - К. чорно-бурий (гаусманіт або псиломелан), - К. шкаралупчастий (воластоніт), - К. шоколадний (суміш силікатів і карбонатів марганцю), - К. щастя (ставроліт) та ін. |

## Камені в природі

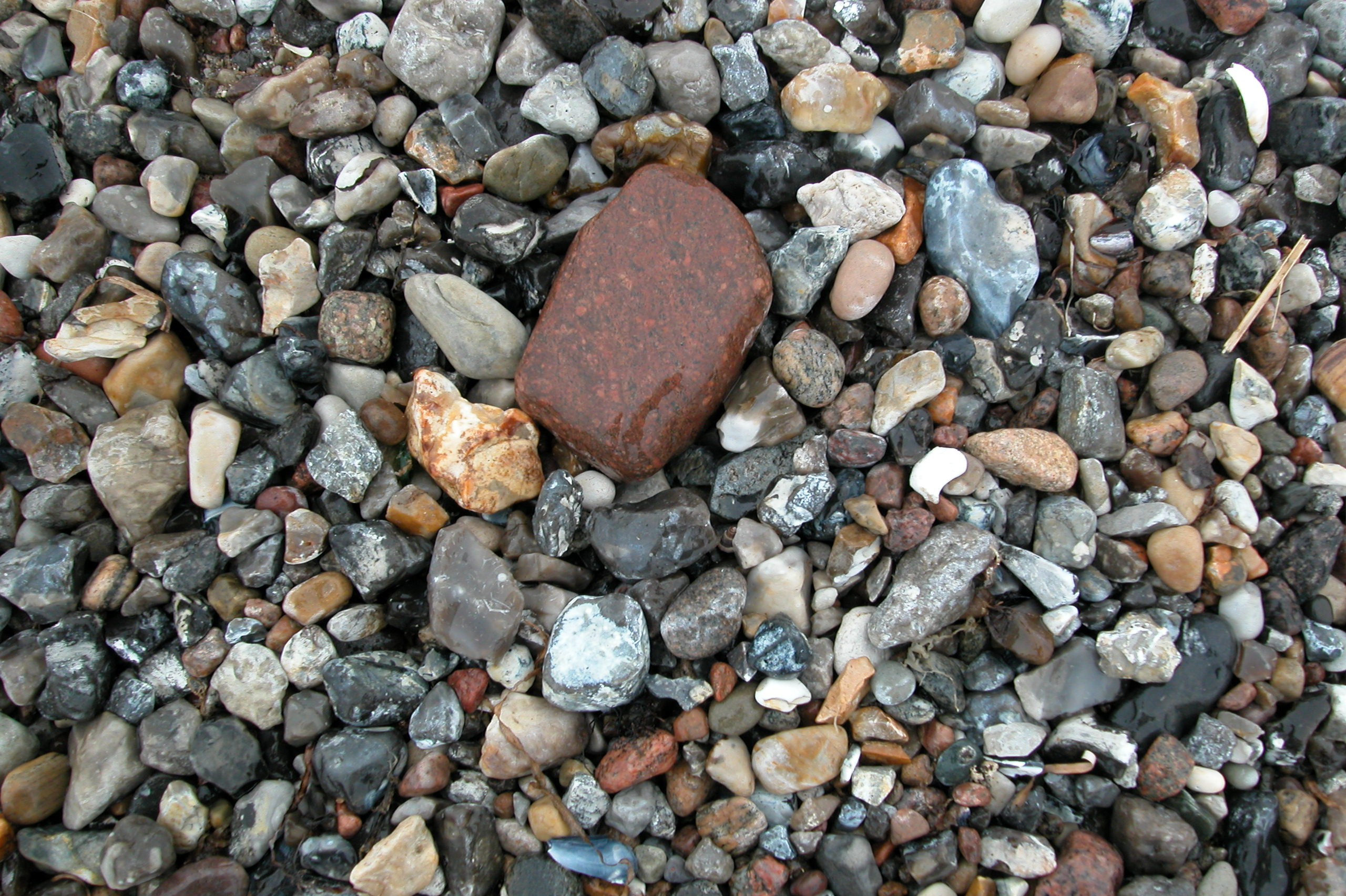
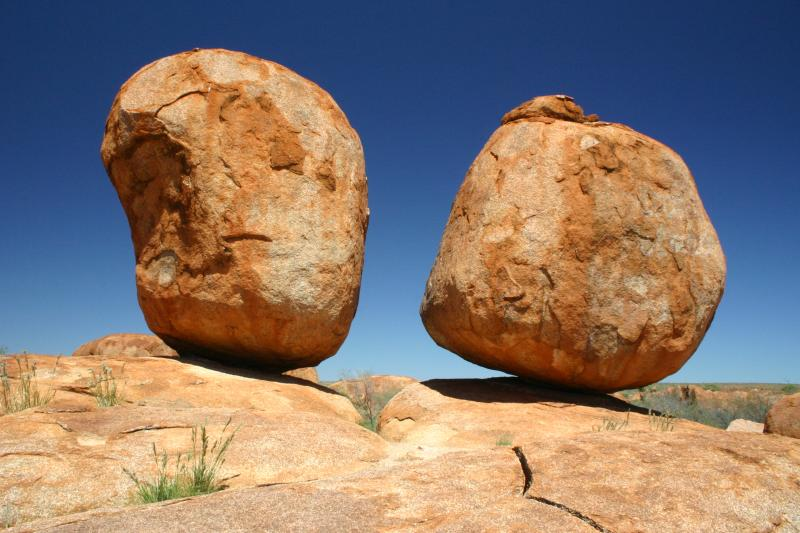
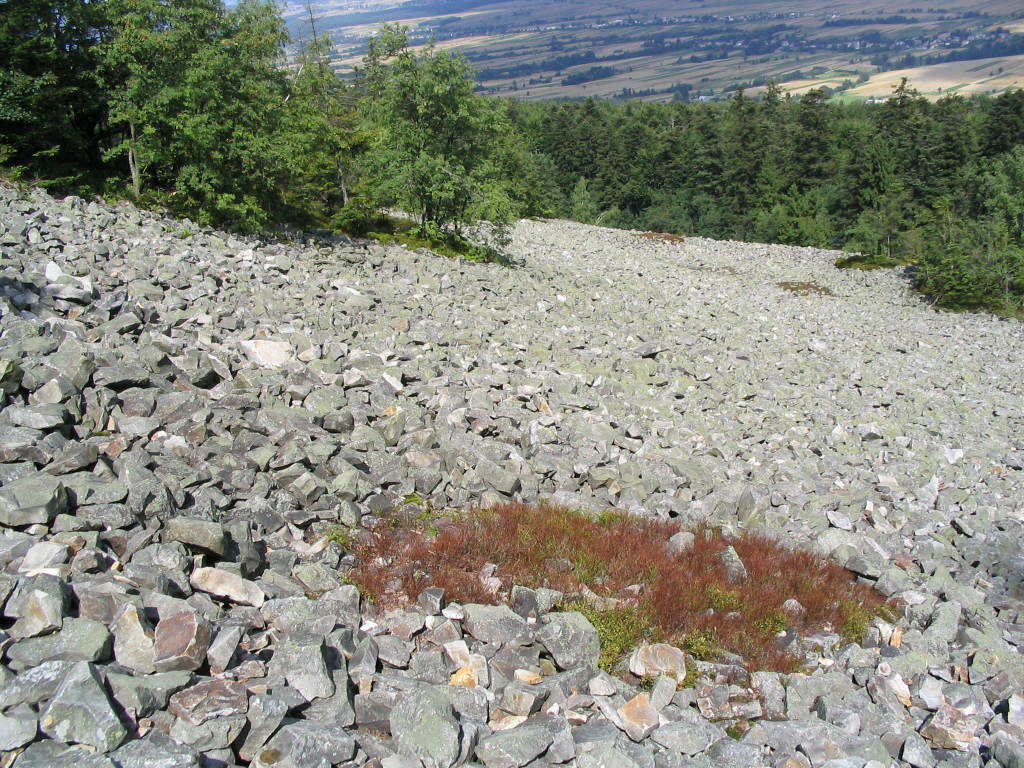
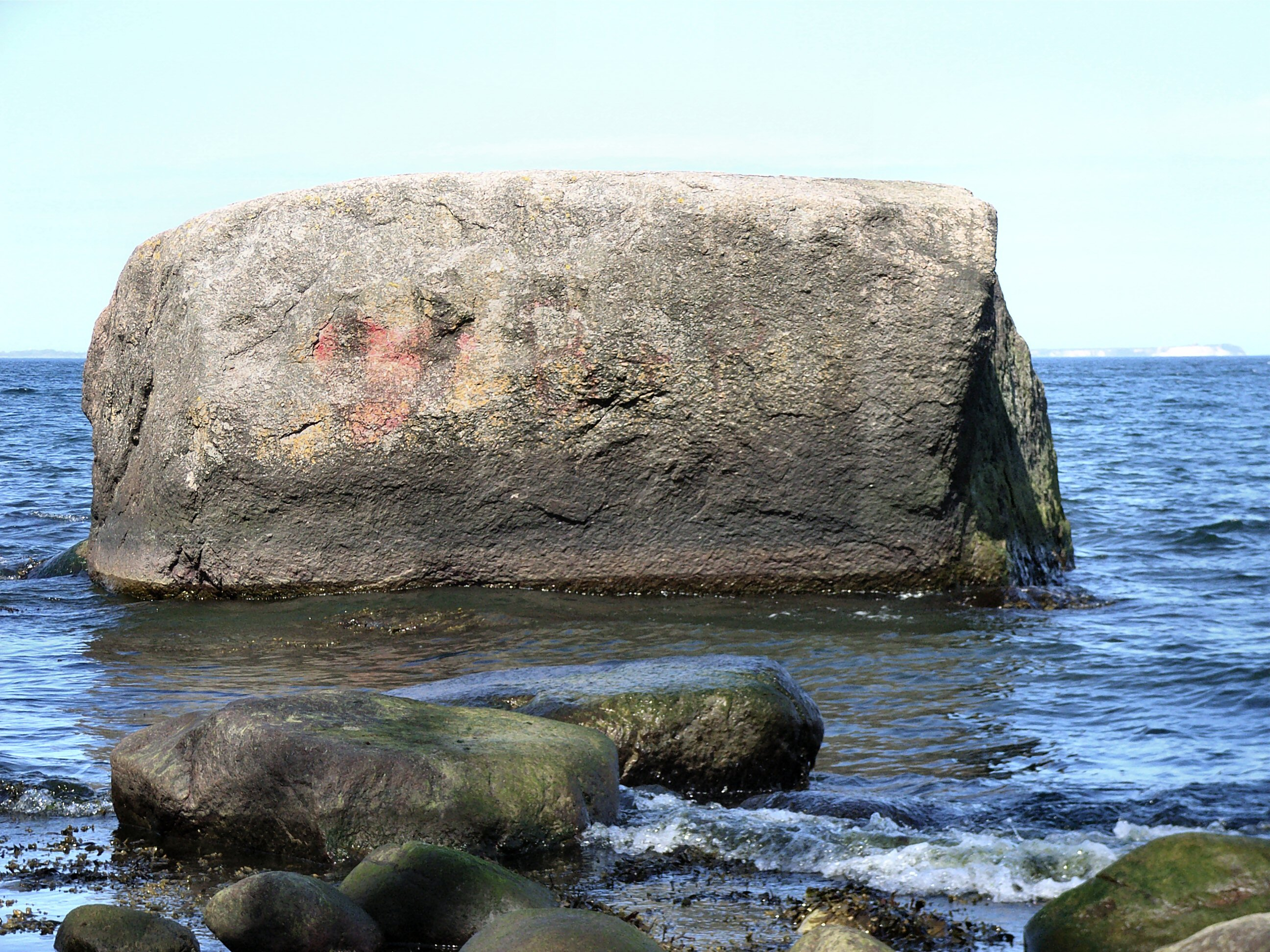
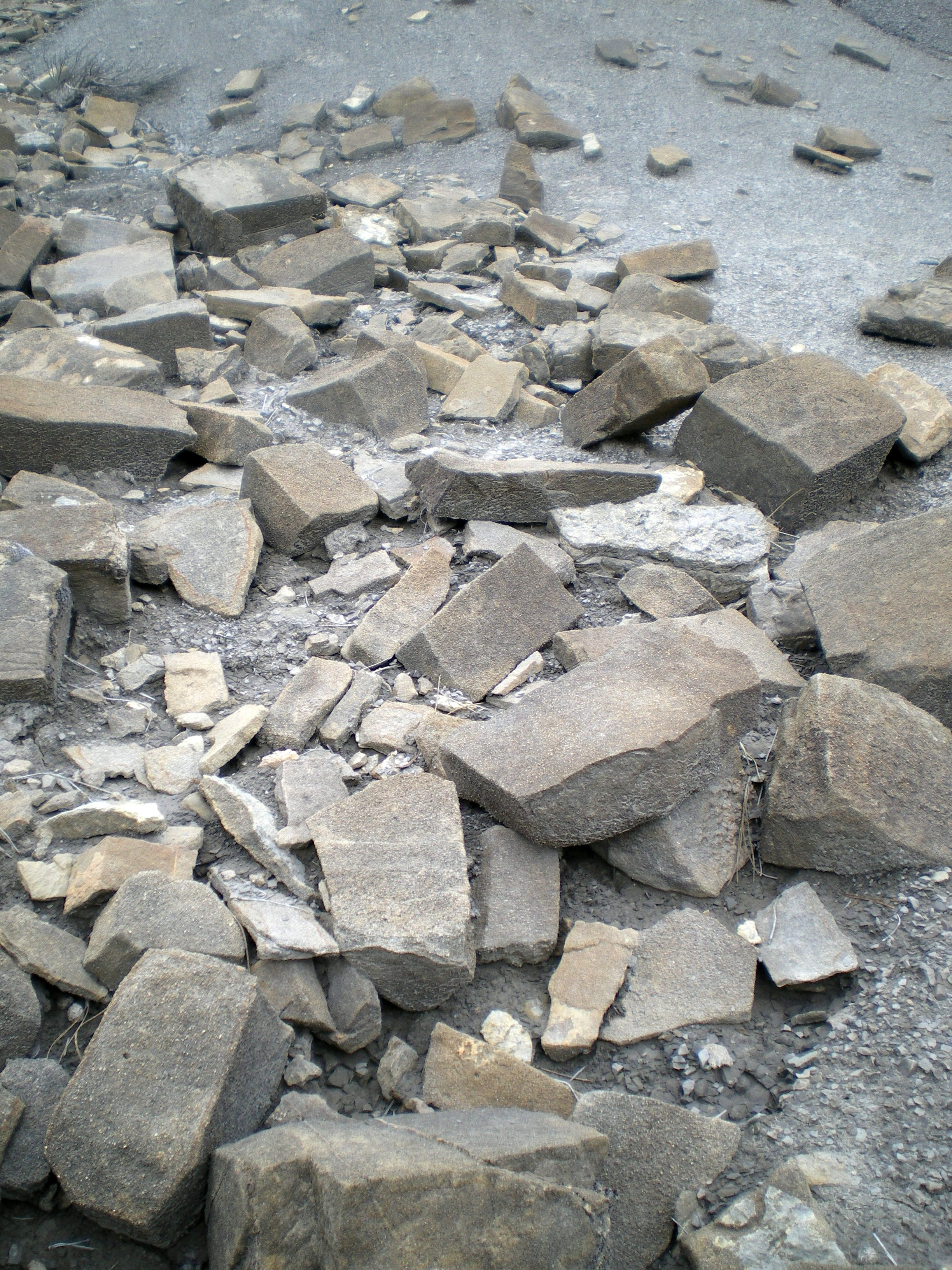

## Видобуток каменю

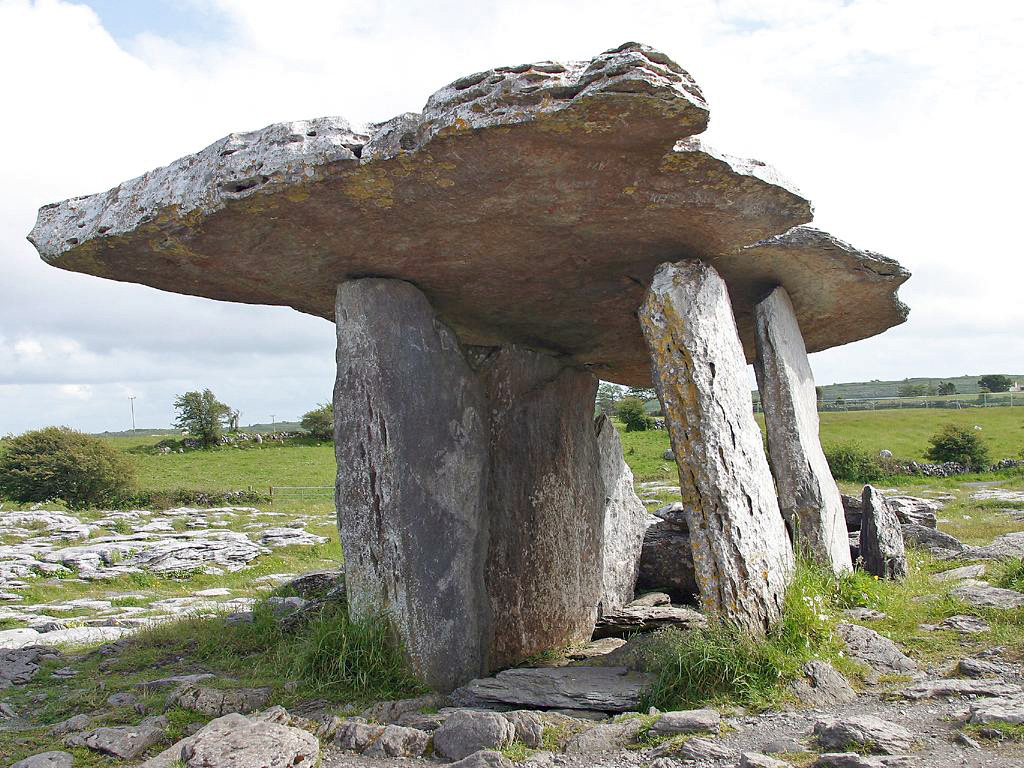
Дольмен. Ірландія

Масове ламання природного каменю сягає сивої давнини. Цей важливий напрямок розвитку гірництва з давніх часів і до сьогодення забезпечує людину пісковиком, вапняком, мармуром, крейдою, гранітом, базальтом, порфіром та іншими будівельними й декоративними матеріалами. Слід відзначити, що на відміну від інших корисних копалин, природні камені мають набагато більше поширення в земній корі, беручи безпосередню участь у її будові. Видобуток каменю відрізнявся відносною простотою, використанням нескладних знарядь і пристроїв, проводився здебільшого відкритим способом, де виконання робіт доручалося не тільки професійним гірникам, а й будівельникам та іншим спеціалістам. Більшість технологій видобутку каменю використовувалась майже без змін протягом тисячоліть, причому застосування підривних технологій (починаючи з XVI ст.) не виключило традиційного ламання каменю клинами.